# Laffly S15
Laffly S15 – francuski samochód wojskowy z okresu II wojny światowej, opracowany przez przedsiębiorstwo Laffly. Wykorzystywany jako  ciągnik artyleryjski przeznaczony do holowania armaty polowej 75 mm armata mle 1897, haubicy 105 mm model 1935 B, jako pojazd rozpoznawczy (S15R), jako ambulans (S15C). W 1940 roku rozpoczęto produkcję samobieżnego działa przeciwpancernego (S15 TCC) wyposażonego w działo 47 mm.